# Lakou (köpinghuvudort i Kina, Zhejiang Sheng, lat 28,34, long 119,96)
Lakou (kinesiska: 腊口) är en köpinghuvudort i Kina. Den ligger i provinsen Zhejiang, i den östra delen av landet, omkring 210 kilometer söder om provinshuvudstaden Hangzhou. Antalet invånare är 14 016. Befolkningen består av 6 847 kvinnor och 7 169 män. Barn under 15 år utgör 18,0 %, vuxna 15-64 år 65 %, och äldre över 65 år 15,0 %.
Runt Lakou är det ganska tätbefolkat, med 134 invånare per kvadratkilometer. Närmaste större samhälle är Shuige, 12,8 km nordväst om Lakou. I omgivningarna runt Lakou växer i huvudsak blandskog.
Genomsnittlig årsnederbörd är 2 331 millimeter. Den regnigaste månaden är juni, med i genomsnitt 383 mm nederbörd, och den torraste är januari, med 67 mm nederbörd.